# Бути чи не бути (фільм, 1942)
«Бути чи не бути» (To Be Or Not To Be) — антивоєнна, антинацистська кінокомедія режисера Ернста Любіча, знята ним в США 1942 року. У 1943 році фільм висунули на «Оскар» в трьох номінаціях, але він нагороди не отримав. Однак, стрічка увійшла до історії кінематографу як одна з найкращих антивоєнних та антифашистських кінокартин.
На 1 березня 2024 року фільм займав 238-му позицію у списку 250 кращих фільмів за версією IMDb.

## Сюжет
Варшава, 1939 рік. «Польський театр» ставить антигітлерівську п'єсу під назвою «Гестапо». Однією з дійових осіб п'єси є сам Адольф Гітлер. Головними акторами театру є відомі на всю країну Юзеф Тура та його дружина Марія.
Під час репетиції протягом п'єси на сцені з'являється Адольф Гітлер. Присутні есесівці вітають його традиційним нацистським «Хайль Гітлер!», на що актор Бронський, який грає фюрера, відповідає «Хайль мені!». В перекладі фраза втрачає своє гумористичне забарвлення. Англійською мовою фраза звучить як «Heil me!», а німецькою, яка для Ернста Любіча була рідною, фраза звучить ще смішніше й двозначніше: «Ich heile mich selbst!», що можна дослівно перекласти як «Я лікую себе сам!» (натяк на психічну хворобу Гітлера). В цьому місці режисер перериває репетицію з зауваженням «— Даної фрази в тексті п'єси нема!», на що актор Бронський відповідає, що фраза — його особиста вигадка. Ця акторська самодіяльність режисеру не подобається, й надалі розгоряється суперечка — чи схожий актор Бронський на Гітлера чи ні. Директор театру Добош вказує актору на портрет Гітлера, який висить на сцені — «От яким має бути Гітлер!» — «Але цей портрет писався з мене» — «Значить, портрет поганий!». Виведений з себе Бронський, аби довести свою правоту, виходить на вулицю в образі Гітлера…
В театрі йде «Гамлет». Головні ролі виконує подружжя Турів. У своїй гримерці Марія вже втретє знаходить великий букет квітів без записки. Вона знає, що квіти їй присилає офіцер, який не пропускає жодної її вистави. Юзеф, який увійшов до дружини, намагається влаштувати їй сцену ревнощів, але не встигає — його викликають на сцену. Юзеф починає свій монолог. Як тільки він говорить «бути чи не бути», в одному з перших рядів підіймається молодий офіцер й прямує до виходу, викликаючи страшне роздратування в актора. Цим офіцером є пілот бомбардувальника поручник Станіслав Собінський. Він приходить до гримерки Марії та освідчується їй в коханні. Монолог Гамлета вибрано не випадково — це гарантія, що чоловік акторки не зможе завадити їх зустрічі.
Тим часом п'єсу «Гестапо» польська влада забороняє, аби не злити Гітлера. Але вже надходить 1 вересня. Юзеф у чергове читає монолог Гамлета, й знову поручик встає й іде до виходу. Тура нестямний від гніву. В розпал побачення Собінського та Марії приходить звістка про початок війни. Поручик мусить піти. Перша повітряна атака на Варшаву…
Варшаву окуповано. Театр закрито. Собінський, між тим, знаходиться в Англії. Він служить в польській ескадрильї британських ВПС. В гостях у польських пілотів знаходиться їх співвітчизник професор Олександр Сілецький. Він зізнається пілотам, що найближчим часом вирушає з секретною місією до Варшави. Офіцери на перебій просять професора навідати їх рідних й лишають йому їх адреси. Поручик пояснює Сілецькому, що його сім'я в безпеці, але у Варшаві живе дуже дорога йому людина, й він хотів би, аби професор передав звістку. Станіслав з гордістю називає ім'я — Марія Тура, й лишається враженим тим, що Сілецький ніяк не відреагував на це прізвище…
Пілоту неспокійно. Його мучать сумніви й, зрештою, він приходить до військової контррозвідки (яка й відіслала професора з завданням). Там він пояснює генералу Армстронгу й полковнику Каннінгему, що поляк, тим паче з Варшави, не може не знати, хто така Марія Тура. Її ім'я й портрети знаходяться буквально скрізь. Він повідомляє, що професор взяв з собою адреси рідних у майже всіх пілотів ескадрильї. Офіцерів контррозвідки всі ці факти наштовхують на підозри. Особливо те, що професор проговорився про свою секретну місію (його вислано для зв'язку з польським підпіллям). Поступово у всіх складається враження, що Сілецький є німецьким шпигуном. І якщо це так, то він провалить всю варшавську агентурну мережу. Не кажучи вже про безсумнівну загибель тих, кому написали пілоти. Оскільки поручик є єдиним, хто знає Сілецького в обличчя, він має терміново летіти до Варшави й ліквідувати професора до того, як той прибуде до гестапо. Для цього він отримує явкову адресу…
Поручик викидається з парашутом біля Варшави. Але на явку він сам йти не може. Станіслав приходить до Марії й просить її про допомогу. В книжковому магазині Марія вкладає до «Анни Кареніної» фотографію Сілецького зі вказівками. Після цього Марію просто поруч з дверима її квартири (в якій спокійно спить поручик) затримують два німецьких солдати. Вони допроваджують її до готелю «Європейський», де на неї очікує професор Сілецький. Професор передає Марії те, про що просив його поручник — «Бути чи не бути». Він хоче знати зміст цього послання. Сілецький намагається схилити Марію до співпраці. Завдяки знайомству з багатьма людьми, вона змогла б отримувати цінну інформацію. За це він обіцяє повернути їй її розкішну квартиру й зробити життя доволі комфортним. Марія обіцяє подумати. В цей момент Сілецькому телефонує начальник гестапо, штандартенфюрер СС Ерхардт. Професор домовляється з ним про зустріч завтра о 10 ранку. Розмову уважно слухає Марія…
Для нейтралізації Сілецького актори знову повертаються до своєї вистави «Гестапо». За допомогою збережених декорацій вони облаштовують театр як будівлю гестапо й під виглядом офіцерів СС привозять туди Сілецького. Роль Ерхардта виконує Юзеф Тура. Професор розповідає «штандартенфюреру» про послання поручика Собінського, адресоване Марії, й з посмішкою розповідає про їх роман. Знемагаючи від ревнощів, Тура видає себе. Професор дізнається про оману, але піти з театру йому не вдається. Прямісінько на сцені його наздоганяє куля, випущена поручиком Собінським…
Тепер Тура, загримований під професора Сілецького, спілкується з Ерхардтом. Він пояснює штандартенфюреру, що схопився за нитку, яка виведе його на варшавське підпілля. Й тепер можна не поспішаючи розкрити всю мережу. Він приходить в нестяму, дізнавшися, що потрібні йому особи (взяті ним зі списку Сілецького) вже розстріляні. Юзеф вимагає від штандартенфюрера утриматися від розстрілів…
Марію також викликали до Ерхардта. Він зі співчуттям повідомляє їй про те, що професора Сілецького знайдено мертвим. Штандартенфюреру акторка подобається. Тепер, коли Сілецького вже нема, він готовий його замінити. Ерхардт пропонує Марії разом повечеряти. Після того, як Марія пішла, до Ерхардта телефонує Тура, який ще не знає про те, що труп Сілецького знайшли. Штандартенфюрер призначає «професору» зустріч в своєму кабінеті. Юзеф йде просто до засідки…
Між тим, Ерхардт підготував психологічну обробку Тури. «Цих інтелектуалів треба брати на щось таке…» Штандартенфюрер невимушено посміхається Турі, що прийшов, й просить трохи почекати його в сусідній кімнаті. В цій кімнаті Тура знаходить сидячий в кріслі труп Сілецького. Це й є психологічна обробка, задумана Ерхардтом. Останній не поспішає — нехай клієнт трохи достигне. Юзеф же, відійшовши від шоку, знаходить рішення. Зголивши з вбитого справжню борідку, він клеїть на його підборіддя накладну. В той момент, коли Ерхардт переможно смикає за борідку справжнього професора, вона лишається в його руці. Штандартенфюрер приголомшений. Він розшаркується й перепрошує в Тури…
В той самий час до кабінету вдираються переодягнені актори на чолі з Равічем. Останній відрекомендувався як групенфюрер фон Зідельман, відповідальний за охорону фюрера. «Групенфюрер» звинувачує Ерхардта, що не встиг фюрер приїхати до Варшави, як він, Зідельман, розкрив цілу змову проти нього. Й один зі змовників — ця наволоч, яка видає себе за Сілецького. Ерхардт намагається заперечити, але Равіч в нього на очах зриває з Тури накладну борідку. Після чого всі йдуть, лишивши штандартенфюрера повністю розгубленого…
Між тим, актори розуміють, що надалі грати в цю гру вже не можна. Необхідно тікати з країни. Вони знають, що сьогодні Адольф Гітлер буде сидіти в королівській ложі театру. Директор театру Добош пояснює їм свій план. Адольф Гітлер прибуває до театру, який набито офіцерами. Тут же й переодягнені в форму актори. Коли фюрер переховується в ложі, Бронський заходить до туалету, аби вийти звідти вже Гітлером. На особистому літакові фюрера актори безперешкодно дістаються Шотландії. Двійко селян з гвинтівками спостерігають, як сідає Бронський. «Як тобі це подобається?» — питає один іншого — «Спочатку тут сів Рудольф Гесс. А тепер й сам Гітлер!»

## В ролях
- Джек Бенні — Юзеф Тура

Популярний комедійний актор, виконавець ролі Баббса Бабберлея в екранізації п'єси «Тітка Чарлі» (в радянській версії Бабберлея грає Олександр Олександрович Калягін)
- Керол Ломбард — Марія Тура

Відома акторка, дружина Кларка Ґейбла. Керол Ломбард трагічно загинула в авіаційній катастрофі над Невадою 16 січня 1942 року, так і не побачивши виходу фільму на екрани (6 травня 1942 року)
- Роберт Стек — Поручик Станіслав Собінський
- Стенлі Ріджес — Професор Олександр Сілецький
- Том Дуган — Бронський
- Зіг Руман — Штандартенфюрер СС Ерхардт
- Лайонел Етвілл — Равіч
- Фелікс Брессар — Грінберг

## Деякі факти
- Вже відразу після виходу кінострічки на екран, режисера звинуватили не лише в повному незнанні тодішніх польських реалій, але й в тому, що він посміявся з військової трагедії й зобразив поляків на рівні геббельської пропаганди. Лише через двадцять років фільм Ернста Любіча з'явився в польському прокаті. При тому ж, фільм починається з відповідного коментаря Казімежа Рудського[3]
- Батько Джека Бенні на перегляді був настільки глибоко вражений виглядом сина в есесівському мундирі, що хотів відразу ж вийти.
- В фільмі Марія говорить фразу: «Та що може трапитися в літакові?». Після трагічної загибелі акторки в авіакатастрофі, цю фразу вирізали.
- Й Юзеф Тура під виглядом штандартенфюрера на сцені та в житті, й сам штандартенфюрер Ерхардт з'являються виключно в мундирі групенфюрера СС.
- 1983 року римейк стрічки зняв Алан Джонсон з подружжям Мелом Бруксом та Енн Бенкрофт в головних ролях. При цьому прізвище Тура він замінив на Бронський, яка належала іншому персонажеві — актору, що грав Гітлера.